# 大埔運動場
大埔運動場（英語：Tai Po Sports Ground）是一座位於香港新界大埔區大埔頭路21號的綜合運動場，毗連大埔游泳池及大埔體育館，組成大埔區的主要體育設施。途人可沿大埔頭路、汀太路，或新圍仔路前往。大埔運動場是香港超級聯賽球隊大埔的主場；於16–17賽季後曾維修，於2017年12月10日和富大埔對陽光元朗為重開後第一場正式賽事。

## 設施
大埔運動場擁有兩座共可容納3,200人的看台。場內擁有一條400米的跑道及一個98米乘63米的真草足球場，供田賽及足球賽使用，運動場附設壁球及網球中心，設有4個壁球場、6個室外網球場及2個網球練習場。

## 活動

### 體育活動
運動場除開放供市民作緩步跑外，主要用作附近學校舉行陸運會，是香港學界體育聯會舉辦的校際田徑賽的比賽場地之一，亦是足球球會和富大埔的主場。

#### 足球

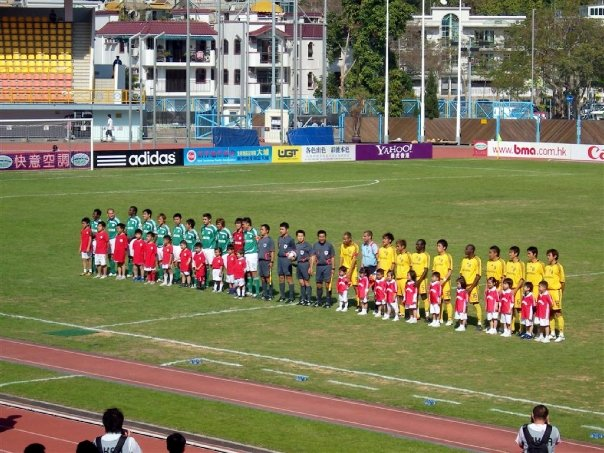
2008-09
年度香港甲組足球聯賽，新界地產和富大埔在大埔運動場迎戰天水圍飛馬

2006年9月30日大埔運動場首次舉行香港甲組足球聯賽，主隊為和富大埔，而客隊則是南華，剛升上甲組的和富大埔以2比3不敵南華，但入場球迷達2,020人，反應非常熱烈。不過由於該運動場草地質素欠佳，場地設備不足又缺乏收費及更衣室等設備，在其後兩個球季皆未能舉行聯賽。
康文署在2007-08年球季花費180萬港元進行球場改善工程，將觀眾席2,500個增至3,200個，並更換龍門框、更換草皮、增設後備席及記者席。9月初專程到球場視察的香港足球總會表示滿意場內設施，並批准和富大埔的主場賽事安排於大埔運動場舉行。
在2008-09年球季，新界地產和富大埔共有9場主場賽事在大埔運動場舉行。和富大埔第一場主場出戰的聯賽以2:1擊敗謝菲聯。在2008年12月27日和富大埔主場迎戰南華的比賽，入場球迷達2,520人，為大埔運動場舉行香港甲組足球聯賽以來最高的入座率。
2009年7月14日，香港足球總會就香港足球總會就2009–10年香港甲組足球聯賽參賽球隊編排主場，新界地產和富大埔可以繼續使用大埔運動場作為主場球場。
2015年5月2日，傑志作客 3–3 賽和和富大埔，傑志提前一輪確保聯賽冠軍。大埔運動場見證首屆香港超級聯賽冠軍誕生。
2019年5月19日，提前一輪奪冠的和富大埔在主場3-1擊敗夢想FC，錦上添花。賽後於大埔運動場舉行頒獎儀式，為大埔運動場首次舉行頂級聯賽冠軍頒獎儀式。

## 圖集

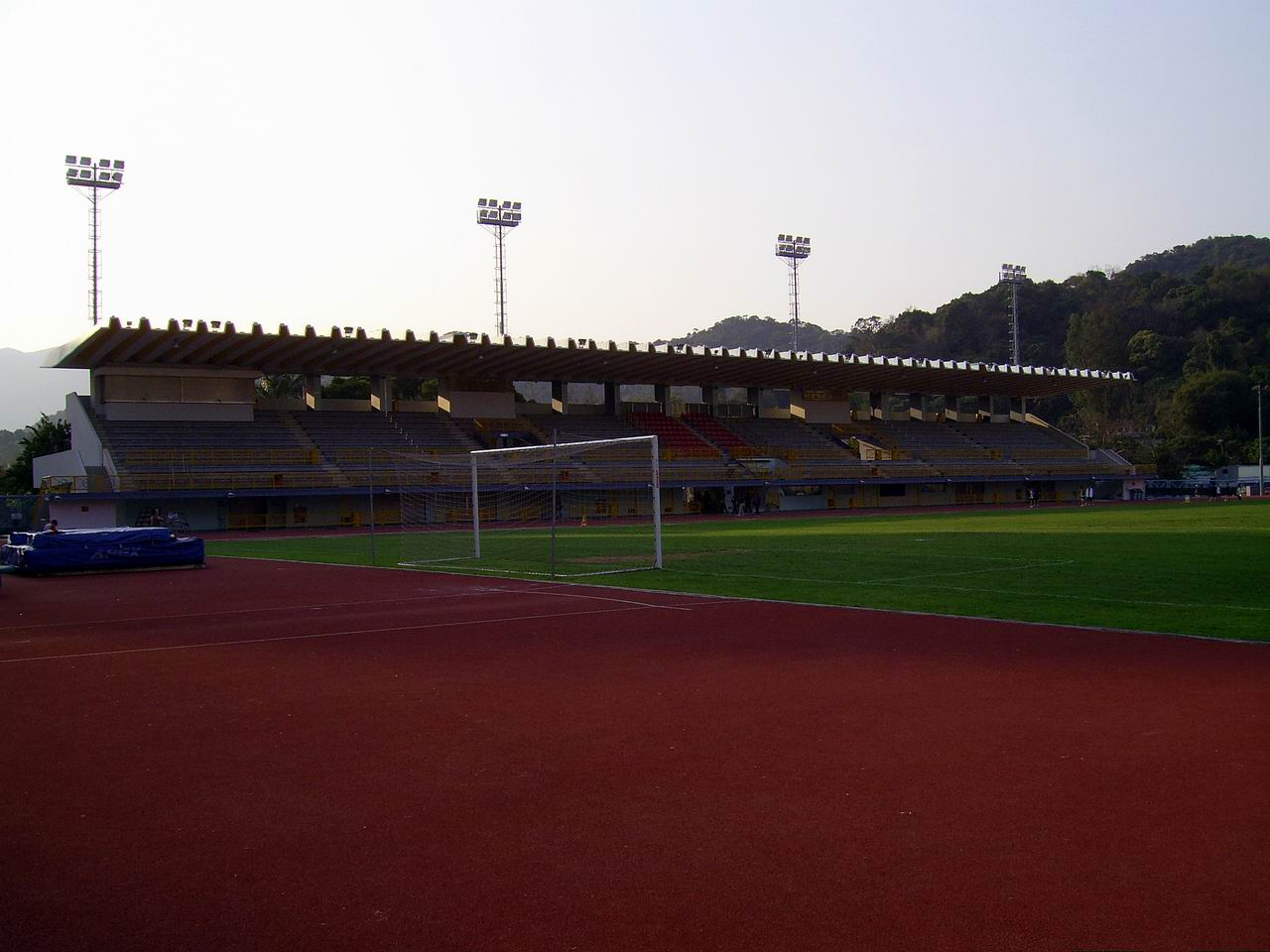
主看台
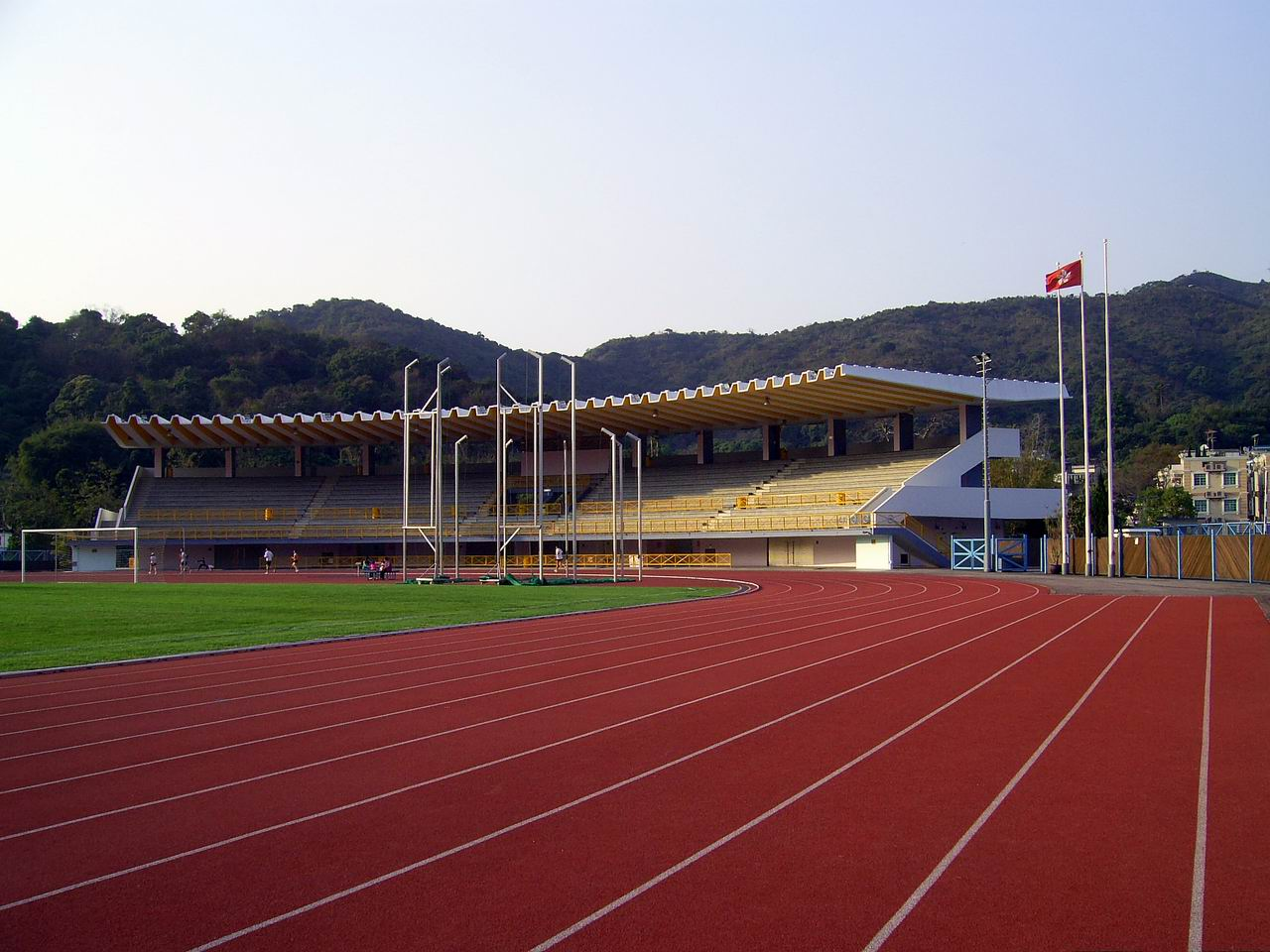
球門後看台
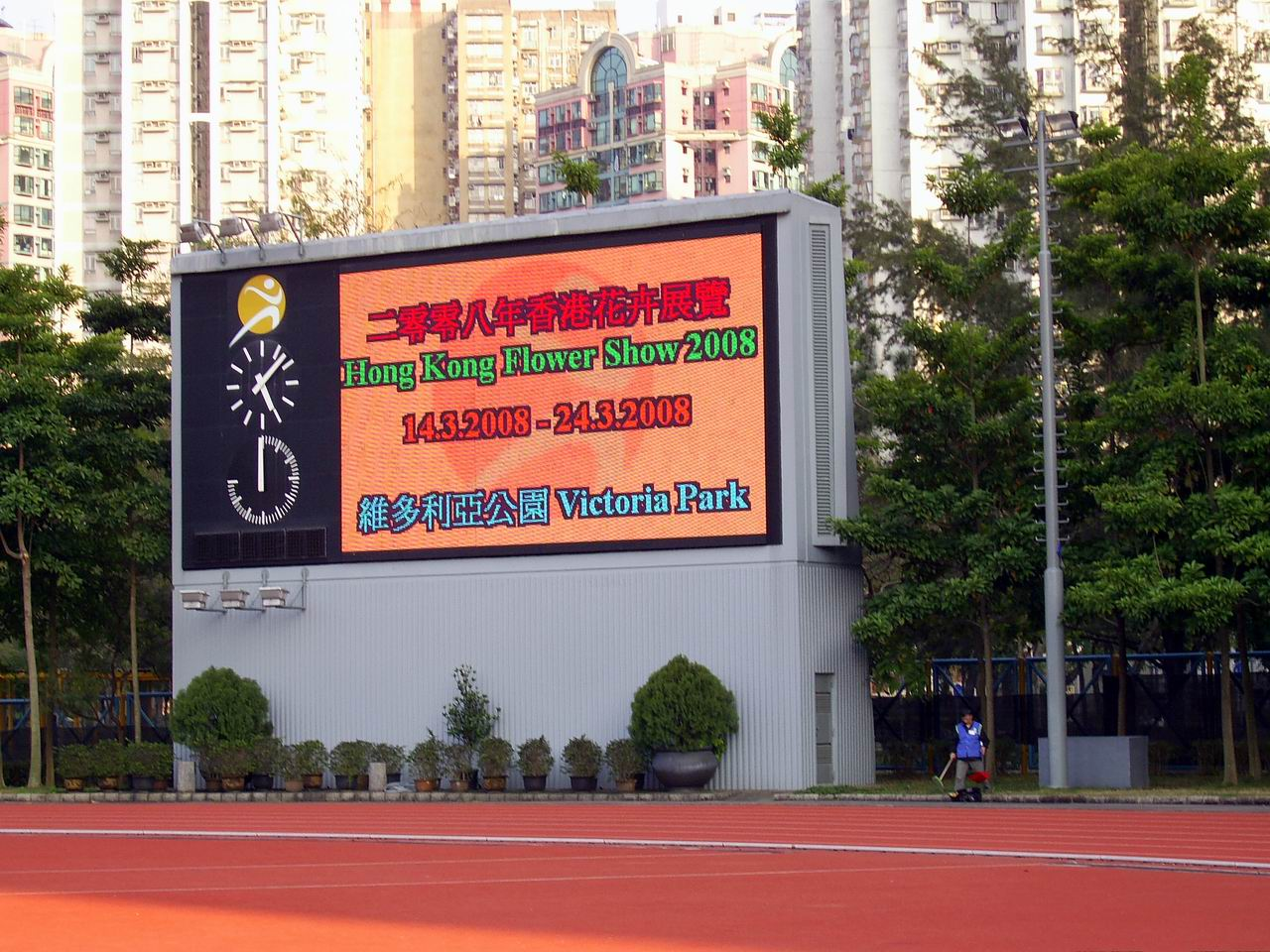
電子屏幕
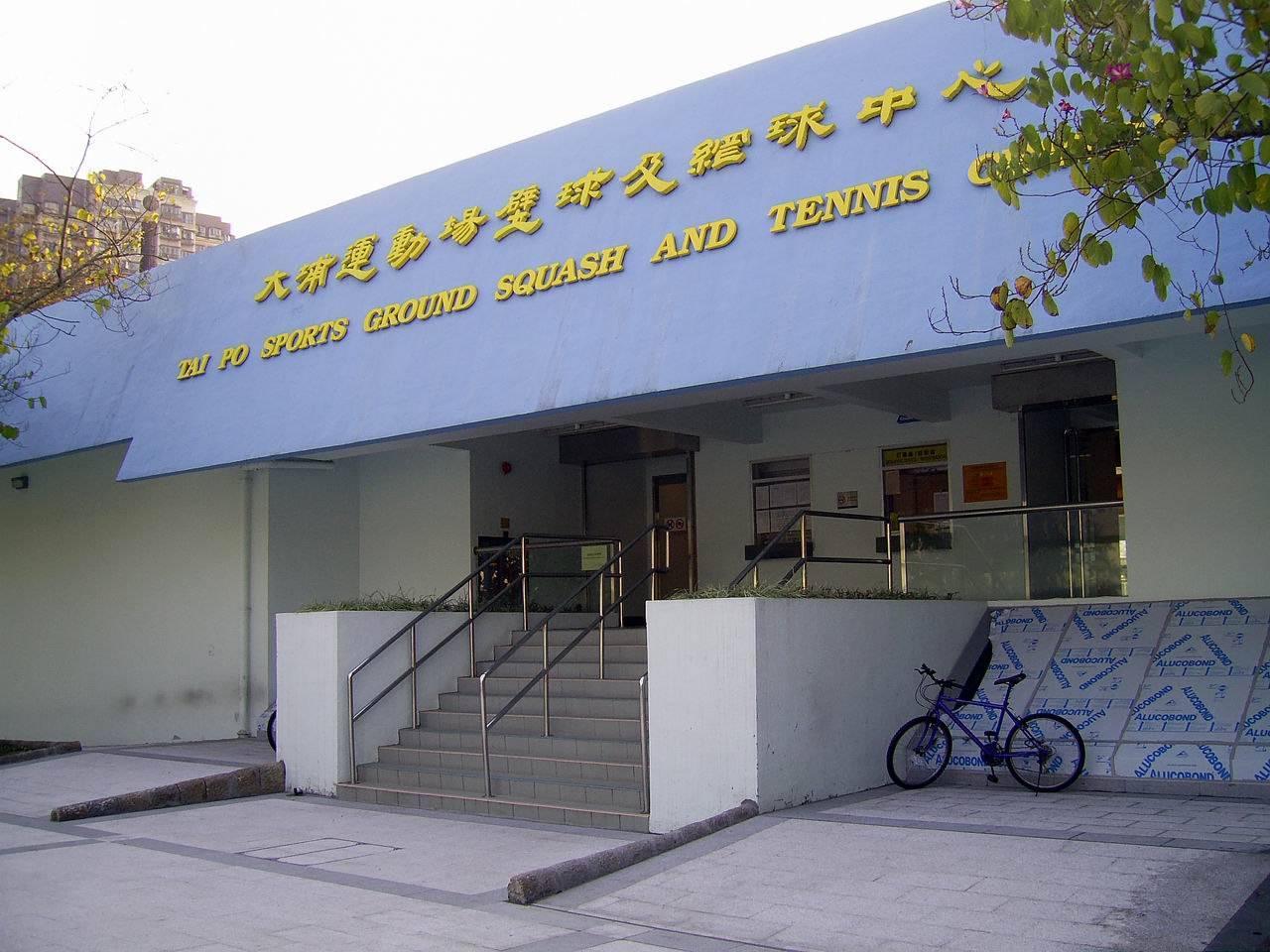
壁球及網球中心
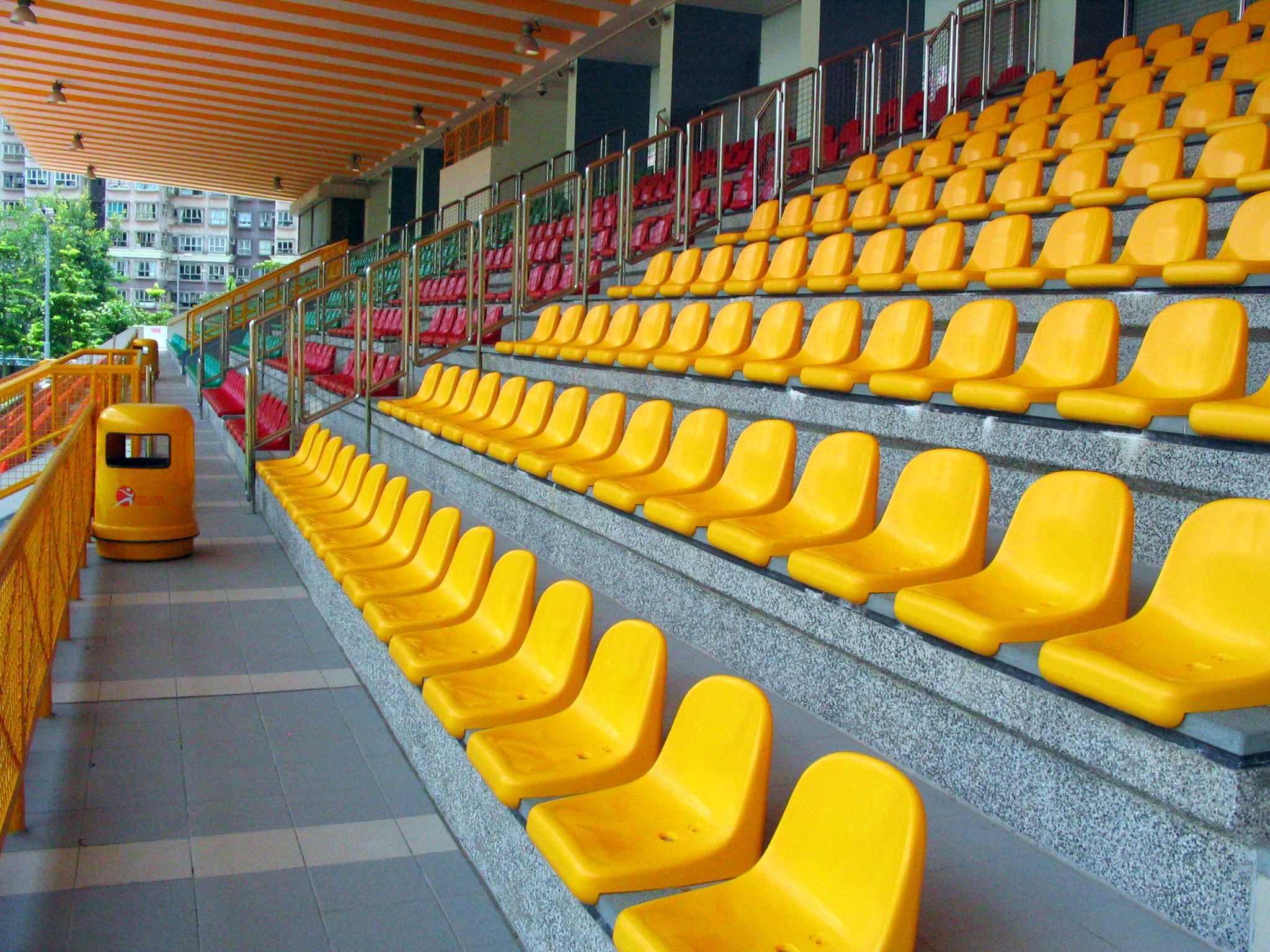
大埔運動場的看台